# Ben Sliney
Ben Sliney, ameriški uradnik, odvetnik in igralec, * 1945
Je nekdanji upravnik operacij zvezne letalske uprave Združenih držav Amerike (FAA). Njegov prvi dan na tem položaju je bil 11. september 2001 in je bil odgovoren za začasno zaustavitev zračnega prometa in zaprtje zračnega prostora ZDA, kot odziv na teroristične napade 11. septembra 2001.  

## Napadi 11. septembra 2001
Potem, ko sta letali American 11 in United 175 trčili v dvojčka WTC * ja ter American 77 v Pentagon in United 93 na polje blizu Shanksvilla, je Sliney dal ukaz za zaustavitev zračnega prometa in začasno zaprtje zračnega prostora v ZDA. Takrat je bilo v zraku 4.200 letal. To je bilo dejanje brez primere, ki ga je komisija 11. septembra pozneje označila za pomemben in odločilen trenutek v kaosu tistega jutra. Medtem ko je Sliney odločal na lastno pobudo, je imel nasvete izkušenega osebja nadzornikov zračnega prometa in upravljavcev prometa.
Čeprav je bil njegov to prvi dan glavni, je Sliney imel več kot 25*letno izkušnjo v zračnem prometu in upravljanju v FAA. Zasedel je različne položaje kot nadzornik zračnega prometa, nadzornik prve linije v večjih objektih ter vodja operacij in vodja prometa v newyorškem TRACON*u. Bil je tudi strokovnjak za upravljanje prometa, vodja nacionalnega poslovanja, vodja taktičnih operacij v poveljniškem sistemu za nadzor zračnega prometa (ATCSCC) in imel izkušnje iz regionalne pisarne kot vodja, podružnica zračnega prostora in postopkov, vzhodna regija.
Sliney je pozneje zapustil FAA, da bi se začel ukvarjati s pravom.

## Portreti v filmih in na televiziji
Sliney je prvič igral v film United 93 iz leta 2006. Nato je nastopal v majhni vlogi nadzornika zračnega prometa. Kasneje mu je pisatelj filma in režiser Paul Greengrass ponudil možnost igranja samega sebe, kar je sprejel. Sliney je igral tudi majhno vlogo v še enem Greengrassevemu filmu iz leta 2010 Zeleno območje. Sodeloval je tudi v dokumentarnem filmu Seconds From Disaster. 